# Tiferonia
Tiferonia is een geslacht van kevers uit de familie van de loopkevers (Carabidae). De wetenschappelijke naam van het geslacht is voor het eerst geldig gepubliceerd in 1962 door Darlington.

## Soorten
Het geslacht Tiferonia is monotypisch en omvat slechts de volgende soort:
- Tiferonia parva Darlington, 1962